# Kjelfossen
Der Kjelfoss ist ein Wasserfall in der norwegischen Kommune Aurland im Ort Gudvangen in der Provinz Vestland. Er liegt an der wichtigen Fernverkehrsstraße E16 von Bergen nach Oslo und befindet sich im Weltnaturerbepark Nærøyfjorden. Die gesamte Höhe des Wasserfalls ist umstritten. Das Statistische Zentralbüro Norwegens führt ihn mit 840 m. Damit wäre er der höchste Wasserfall Norwegens. Andere Quellen, wie z. B. die World Waterfall Database, geben eine Höhe von 705 m an.
Der Kjelfoss stürzt in mehreren Etappen in die Tiefe, wobei die größte freie Fallhöhe ca. 198 m beträgt. Der Wasserfall ist Teil eines namenlosen Abflusses des Sees Kjelfossvotni auf 1180 m Höhe. Er besteht aus drei Armen, die auch als Vetle Kjelfoss und Store Kjelfoss bezeichnet werden. Der dritte und kleinste Arm ist unbenannt und nur zur Schneeschmelze und bei starkem Regen sichtbar. Die drei Arme münden in der Schlucht Kjelfossjuvet ineinander und formen den Fluss Kjelfossgrovi, der seinerseits in die Nærøydalselvi mündet.
Der Name Kjelsfossen (Kesselwasserfall) soll entstanden sein, als ein Milchmädchen seinen Kessel im Fluss vergaß und dieser in den Wasserfall gespült wurde. Der Store Kjelfoss wird lokal auch Brudesløret (Brautschleier) genannt.